# Korea K-Pop Hot 100
De Korea K-Pop Hot 100 is een hitlijst die gepubliceerd wordt door Billboard. De lijst omvat statistieken van verkoopcijfers van singles die populair zijn in Zuid-Korea.
De hitlijst werd gelanceerd in samenwerking met Billboard Korea op 25 augustus 2011. De gegevens zijn gebaseerd op digitale verkoop via toonaangevende websites en downloads van mobiele telefoons. De lijst wordt gezien als een van de belangrijkste lijsten in Azië, met de Japan Hot 100 als koploper.